# Afton (Virginia)
Afton es un lugar designado por el censo ubicado en los condados de Albemarle y Nelson en el estado estadounidense de Virginia. En el Censo de 2020 tenía una población de 313 habitantes y una densidad poblacional de 53,50 habitantes por km². Fue incluido como CDP en el censo de 2020.
Se encuentra a 32 km al oeste de Charlottesville.

## Geografía
Afton se encuentra ubicado en las coordenadas 38°01′56″N 78°50′21″O / 38.03222, -78.83917. Según la Oficina del Censo de los Estados Unidos,  tiene una superficie total de 5,85 km², de la cual 5,83 km² corresponden a tierra firme y 0,02 km² a agua.